# Basilique Saint-Maurice d'Épinal
Cette  basilique n’est pas la seule basilique Saint-Maurice.
La basilique Saint-Maurice d'Épinal est une basilique mineure catholique située dans la commune française d'Épinal. C'est un édifice religieux construit, pour son état actuel, entre les XIe et XIIIe siècles. Elle dépend du diocèse de Saint-Dié.

## Histoire de l'édifice

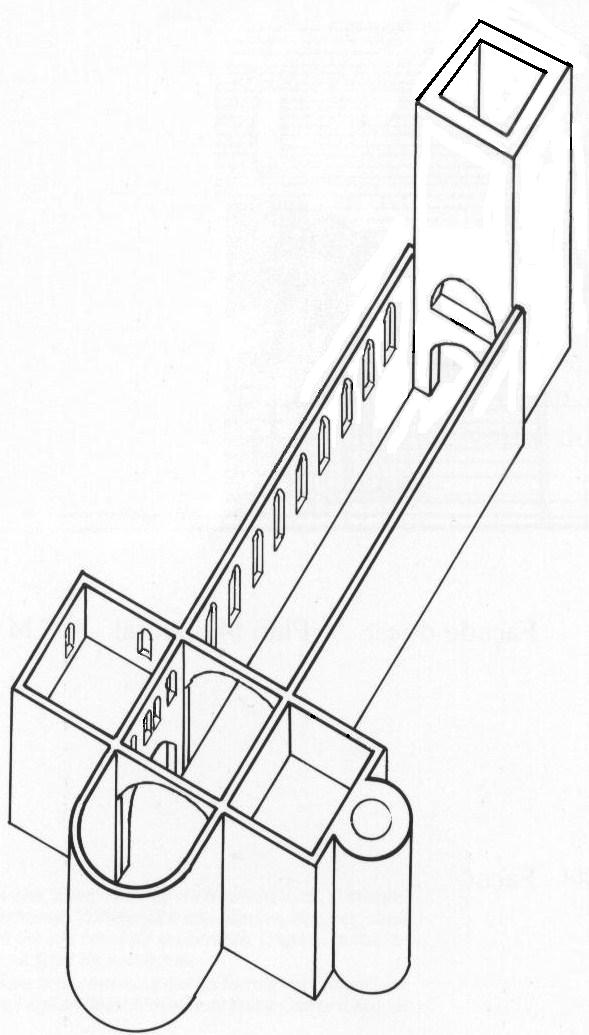
Plan de la basilique lors de sa consécration en 1050 par le pape Léon IX (reconstitution).

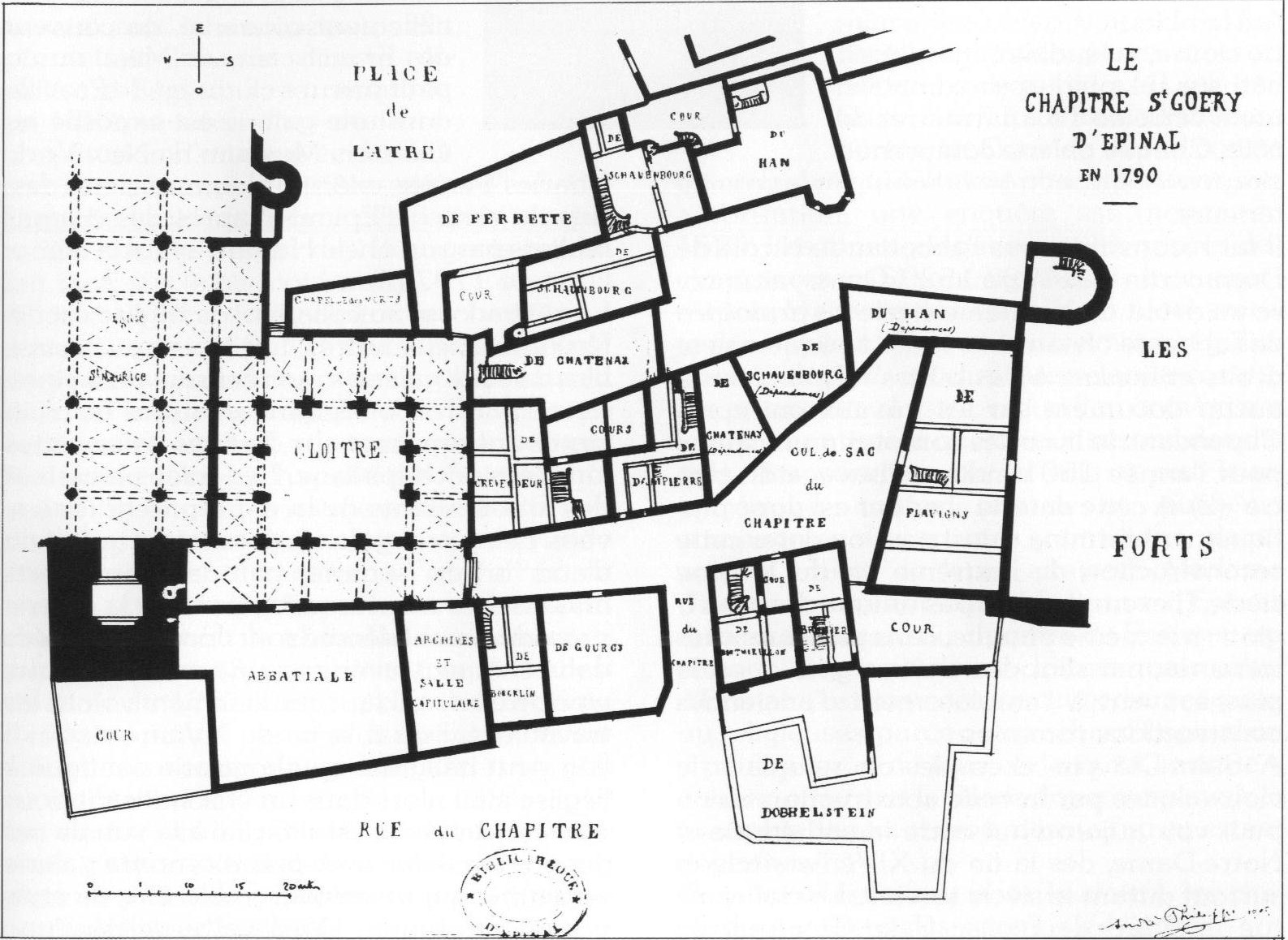
Le cloître et le chapitre en 1790.

Au Moyen Âge, les terres dépendaient du seigneur de Metz ; pour le religieux, elles dépendaient du diocèse de Toul, paroisse de Dogneville. La basilique se situe vraisemblablement sur l'emplacement de la première église de la ville, édifiée au Xe siècle par l'évêque Gérard de Toul sur la demande de Thierry Ier de Metz, évêque de Metz ; la paroisse est formée de cinq manses prélevées à la paroisse de Dogneville : Spinal, Grennevo, Avrinsart, Villers et Rualménil. Thierry Ier de Metz, fondant le monastère, l'église accueillait à la fois la population de la ville et les moines bénédictins, était initialement dédiée à saint Maurice. Pour parfaire la fondation, les deux évêques se déplacent, Thierry Ier de Metz apportant les reliques de saint Goëry, un miracle aurait eu lieu en cette occasion relatée par Widric. Au sud de la nef, se trouvait le cloître. Au sud du chœur y était associé le premier cimetière spinalien, sur l'actuelle place de l'Âtre, comme le rappelle un crucifix appliqué sur le mur du bras sud du transept. L'évêque suivant, Adalbéron II, trouvant le monastère déserté, décida d'y installer des moniales bénédictines sous le patronage de saint Goëry, un de ses prédécesseurs à la cathèdre messine.
Dans le milieu du XIe siècle, une nouvelle église romane fut reconstruite, et consacrée par le pape lorrain Léon IX. On suppose qu'elle avait un aspect comparable à aujourd'hui. Les murs de la nef sont toujours ceux du XIe siècle auxquels des bas-côtés ont été ajoutés au XIIIe siècle. Les traces des ouvertures originelles sont bien visibles à l'extérieur, sur le mur sud.
C'est vraisemblablement au cours du XIIIe siècle que les moniales sont remplacées par un chapitre de chanoinesses qui subsistera jusqu'à la fin du XVIIIe siècle. De nouveau consacrée à Saint-Maurice, la collégiale servit aussi d'église paroissiale pour les habitants d’Épinal, un autel ayant été placé à cet effet à l'extrémité est de la nef.
Des travaux eurent lieu du XIIIe siècle au XIVe siècle. Dès le XIIIe siècle, le chœur est reconstruit, un nouveau portail ouvrant sur la ville est bâti dans le mur nord de la nef et cette dernière est couverte de voûtes. 
En 1843, l'abbé Boullangier devient curé de Saint-Maurice, il entreprend de faire restaurer la basilique avec l'aide de l'architecte départemental Léon Charles Grillot qui deviendra architecte diocésain en 1853. En 1846, l'église est classée monument historique. Au XIXe siècle, la tour-beffroi fut ouverte d'un portail néo-roman.
C'est le 20 février 1933 que l'église paroissiale Saint-Maurice fut consacrée basilique mineure, sous le pontificat de Pie XI. D'importantes restaurations ont eu lieu au XXe siècle. Un parasol à bande rouge et or, un écusson et une clochette, dans le chœur, rappellent ce titre.

## Aspects architecturaux

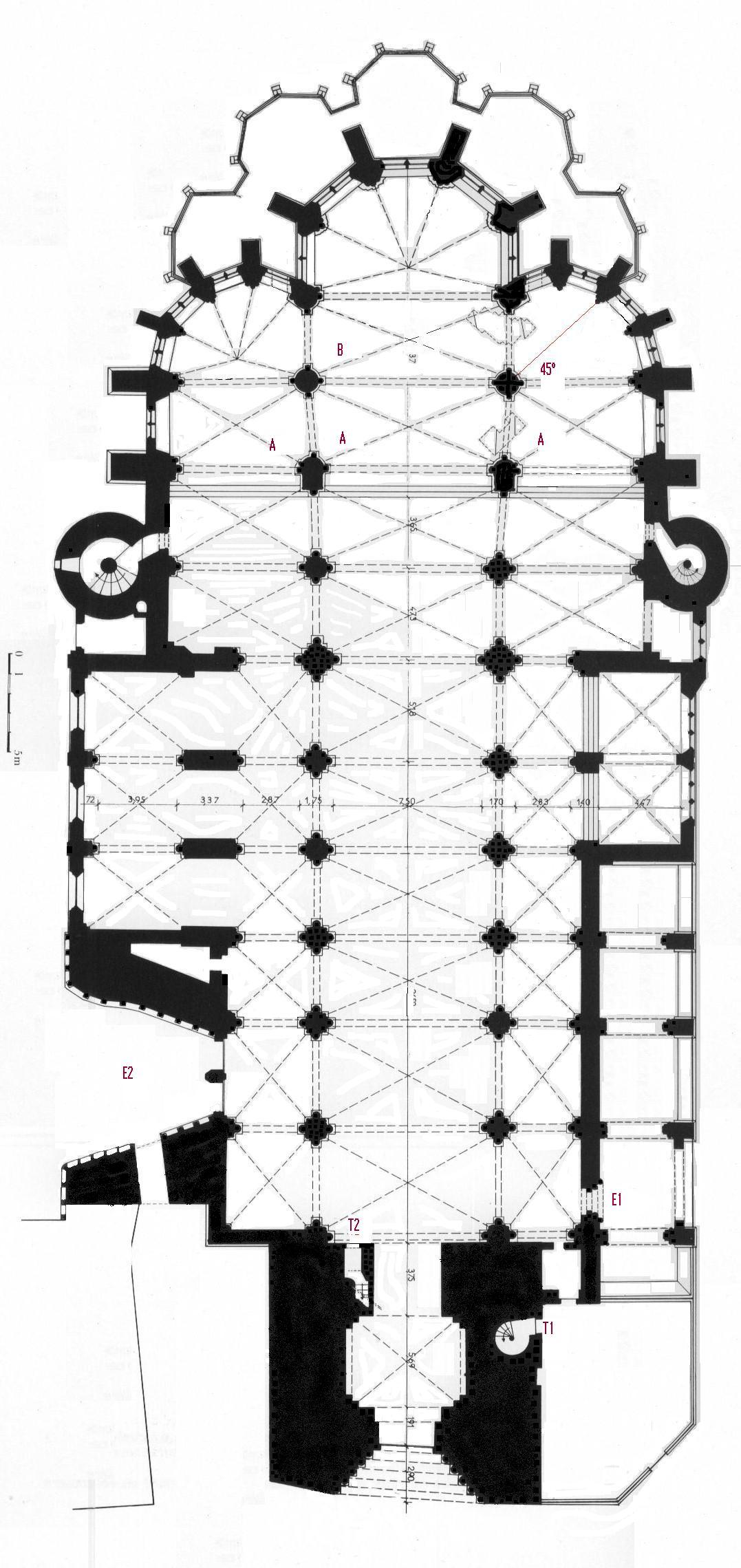
Plan de la basilique.

### La tour
Telle qu'elle est visible actuellement, la tour est très massive et fait une trentaine de mètres ; elle comporte deux parties :
- 1 : depuis le sol, la partie la plus large, elle fait dix sept mètres de hauteur, deux salles carrées en son sein et couverte par un chemin de ronde, ouverte sur l'extérieur par des baies et des meurtrières ;
- 2 : par-dessus est apposé un beffroi en retrait d'un mètre cinquante, contenant les cloches ;
- depuis l'extérieur (T1 sur le plan), sur la droite en entrant et dans l'épaisseur du mur sud, se trouve un escalier en spirale dont les marches sont posées les unes sur les autres ne faisant qu'un avec le moyeu, il arrive jusqu'au chemin de ronde en se terminant par un chapiteau à crochets ;
- un second escalier (T2 sur le plan), prenant naissance dans la nef, à gauche de la porte menant de la tour, fut redécouvert en 1984[8] ;
- un toit en bâtière de grès posé en 1933 avec sur le dessus deux croix, l'une en pierre nimbée, l'autre en fer forgé avec en son haut un coq.

### Le chœur
Il se compose d'un vaisseau central qui est formé : 
- deux travées précédant (A et B) ;
- une abside à cinq pans ;
- deux absidioles à quatre pans en retrait d'une travée (A).

Le lieu principal de culte, l'abside, est mis en valeur alors que les absidioles en sont traitées que comme de simples annexes. Ces dernières sont remarquables en ce qu'elles sont désaxées, 45° par rapport à l'axe de l'église ; cette configuration est assez rare dans l'art roman. On peut ainsi la comparer aux églises de Montbron, à celle de Monsempron-Libos, à l'abbaye de Puypéroux et à la chapelle Saint-Quenin de Vaison-la-Romaine. Cette disposition sera reprise dans l'art gothique dans des exemples rayonnants depuis l'église abbatiale Saint-Yved de Braine dans la Champagne et vers le nord, mais aussi vers la collégiale Saint-Gengoult de Toul ou la Sainte-Chapelle de Dijon ainsi que Bonlieu et Saint-Maximin.

### Le portail des bourgeois
Au XIIIe siècle, l'église était bordée au sud par un cloître et les bâtiments du couvent et les chanoinesses avaient ainsi une entrée particulière (E1 sur le plan) ; les paroissiens entraient donc par le nord, entrée dite des bourgeois (E2 sur le plan). Cette disposition persista jusqu'au XIXe siècle où en fut alors percée une autre dans la tour (portail roman). Ce portail est alors nommé Antrée Mons St-Goéry.
Il comportait un important décor sculpté avec des statues sur les parois de droite et de gauche, tandis que les deux tympans latéraux et le tympan de face comportaient des décors. Il y avait aussi des voussures ornées. L'ensemble subit une forte dégradation en 1793, mais Émile Boeswillwald  supervisa des travaux réalisés par Schuler[Lequel ?]. Le portail est formé d'une entrée de 7,6 m en forme de trapèze avec une croisée d'ogive dont la clef est un agnus dei entouré d'un cercle de feuillage et d'un personnage très abîmé qui pourrait être un ange. L'arête sur la rue est un arc légèrement brisé avec une archivolte à deux voussures avec un décor en feuilles terminées en crochets. Le tout est surmonté d'une arête en saillie supportée par des corbeaux en gargouilles.
Au centre, entre les deux portes, se trouve une statue de la Vierge à l'Enfant haute de 2,25 m posée sur un trumeau ; elle porte des traces de polychromie et semble dater du XIIIe siècle. Il reste cinq têtes de ce portail conservées au Musée départemental d'art ancien et contemporain d'Épinal.

### Galerie

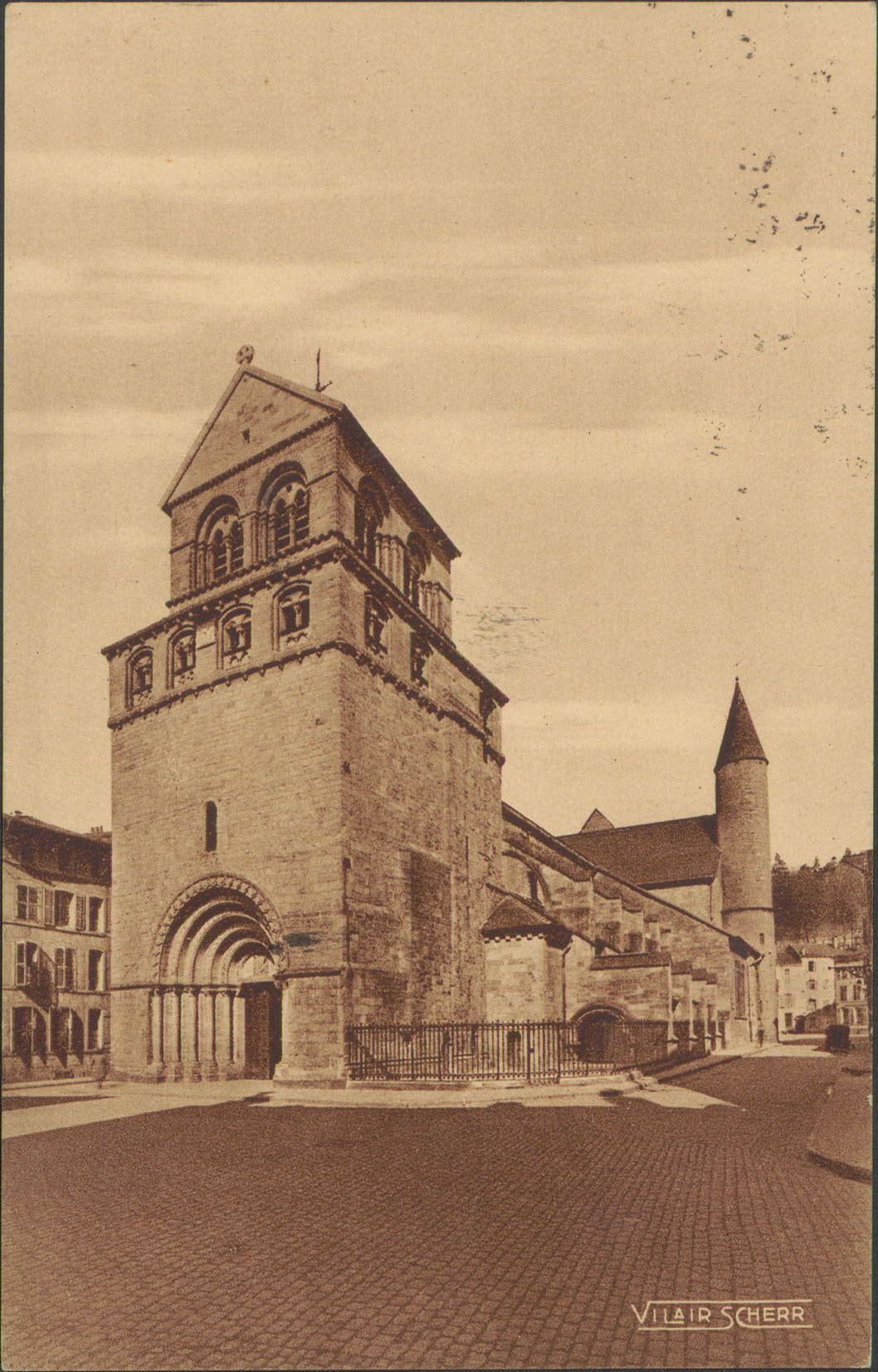
Son portail, sa tour et sa place.
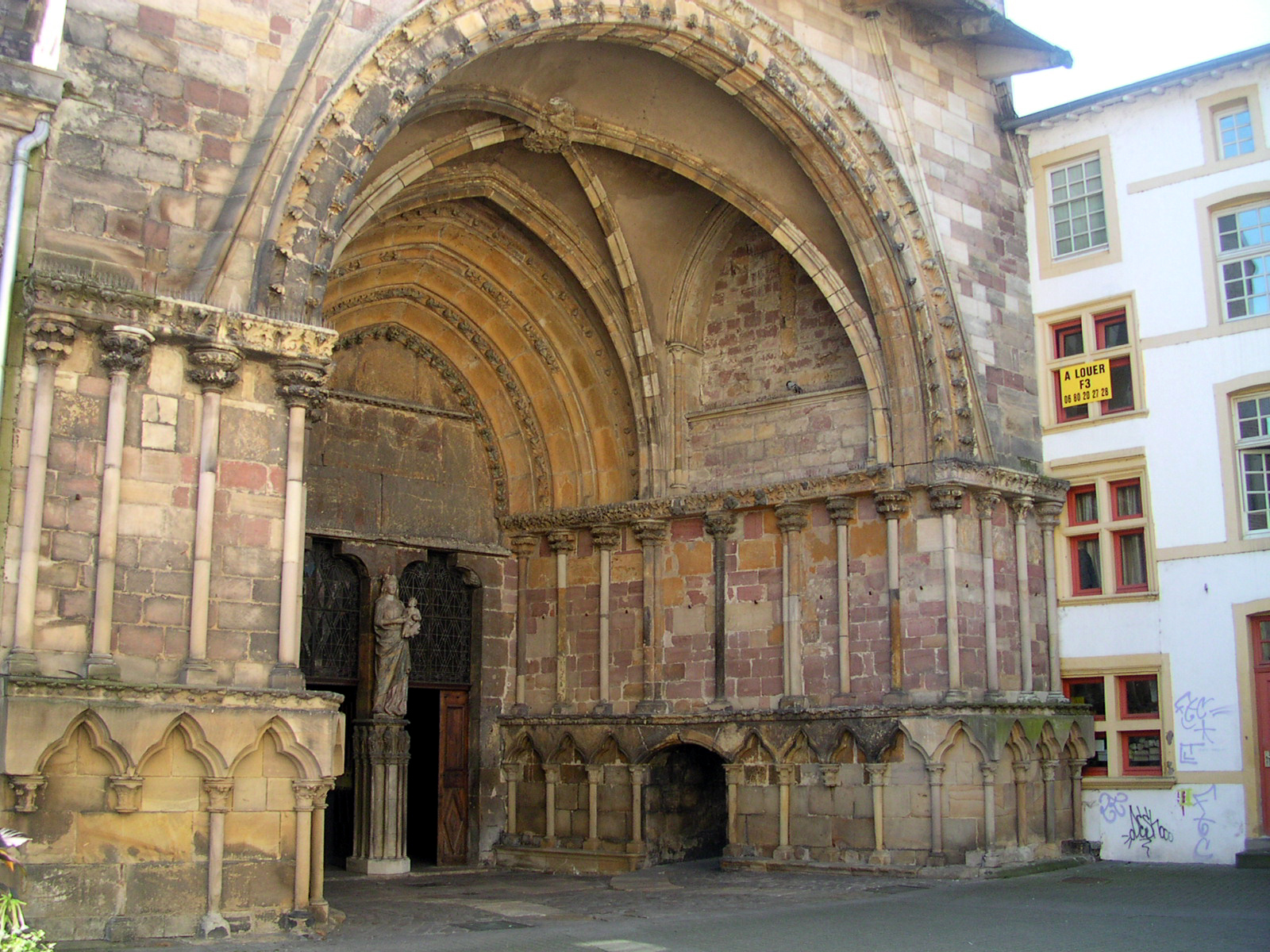
Depuis les rues François-Pellet et de la Basilique.
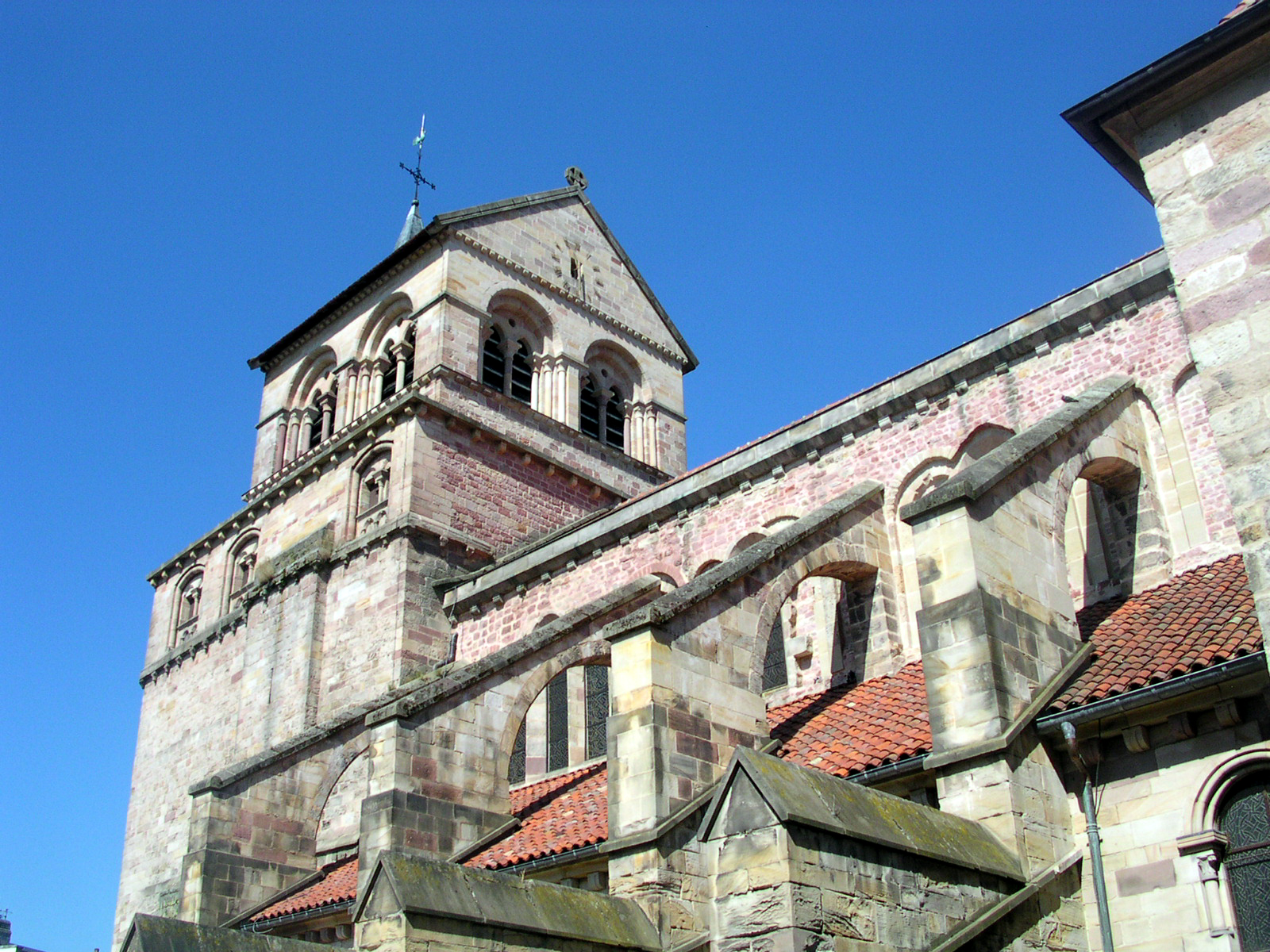
La nef, la tour et les arcs-boutants.
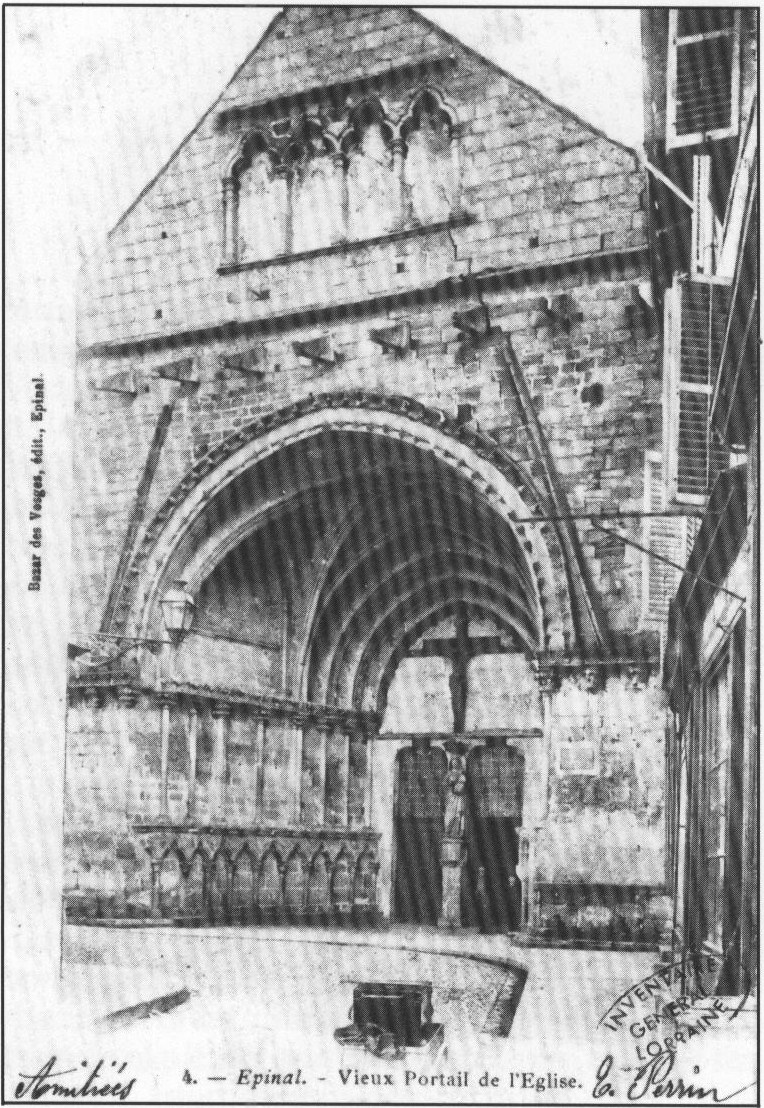
Portail des bourgeois XIXe siècle avant restauration.
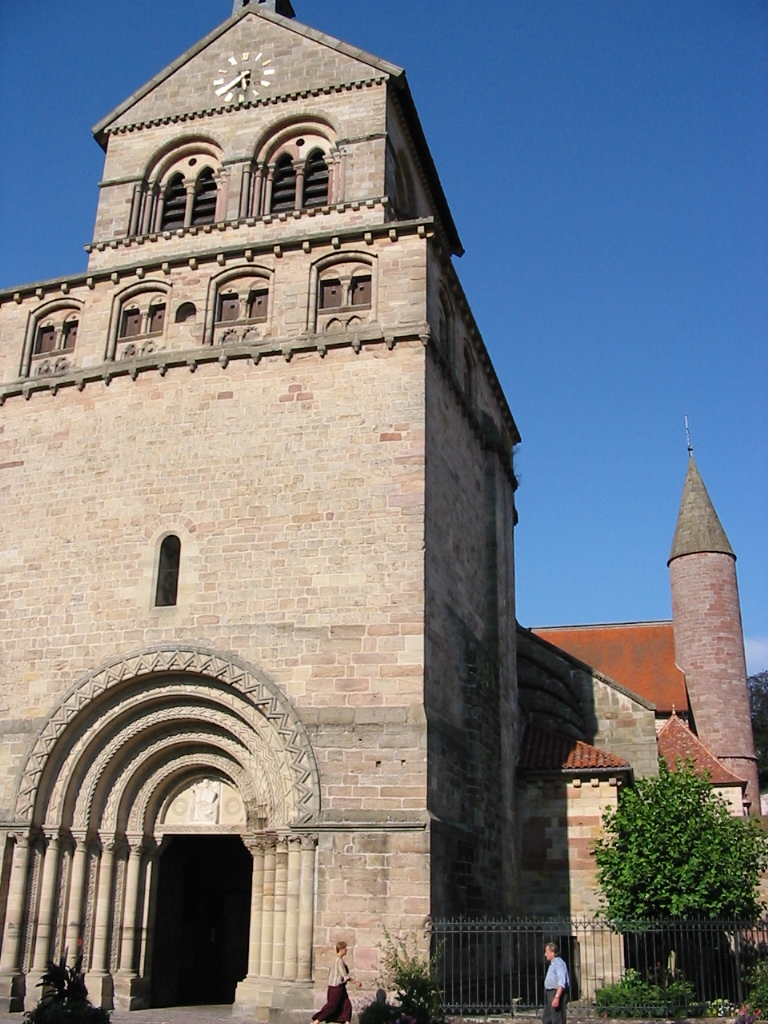
Façade occidentale.
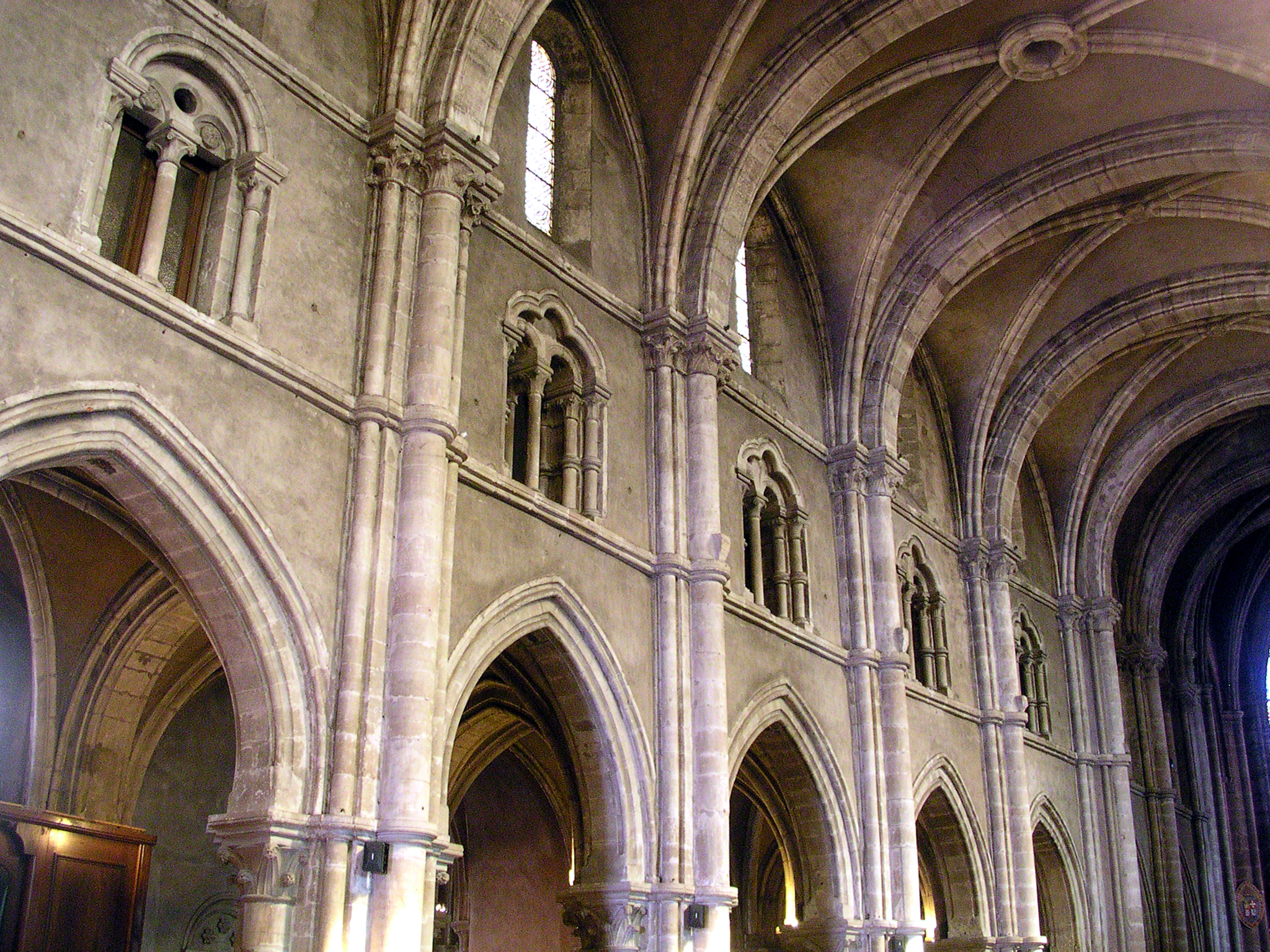
La nef et son étage intermédiaire.
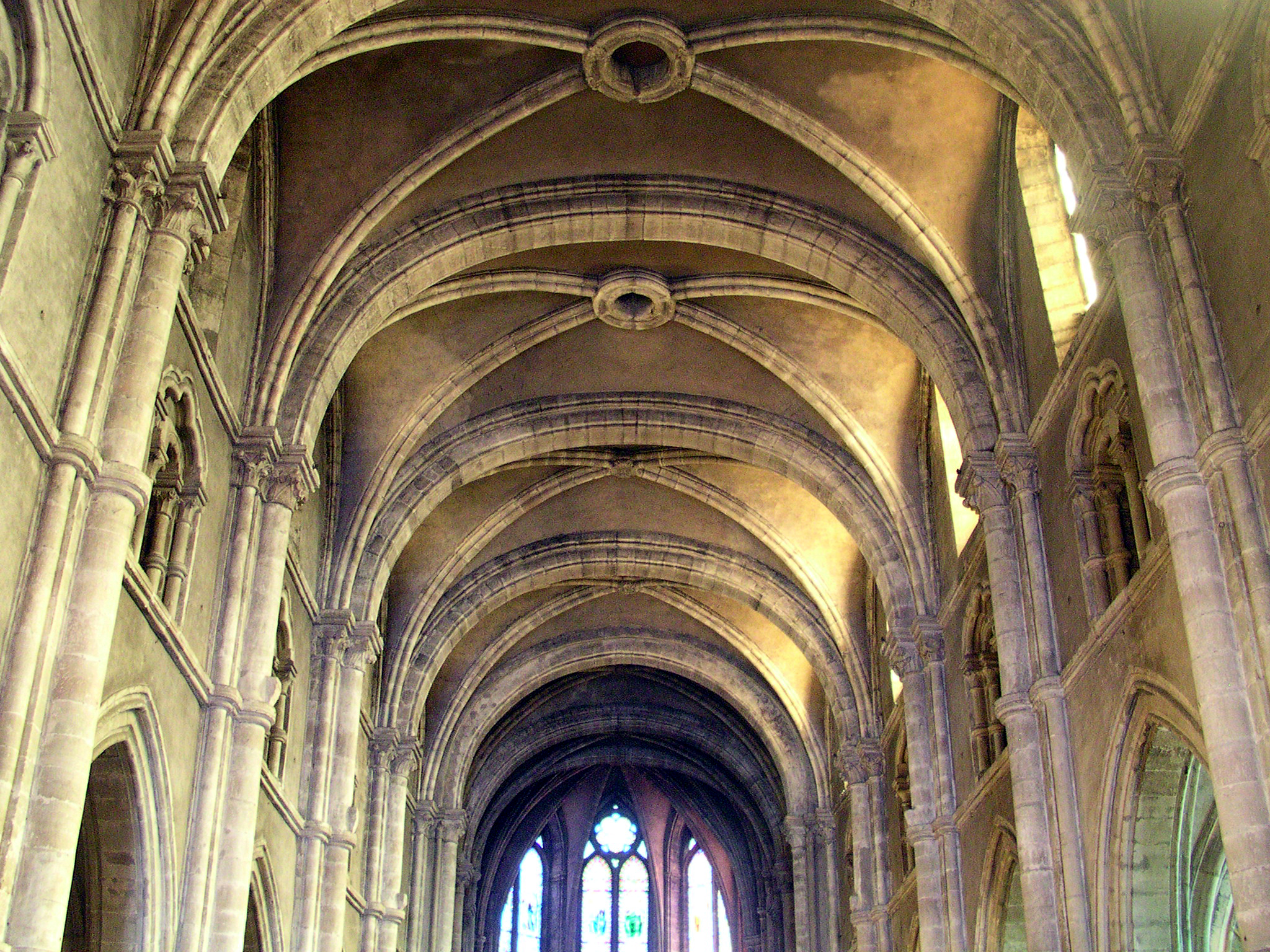
Clefs de voûte de la nef.
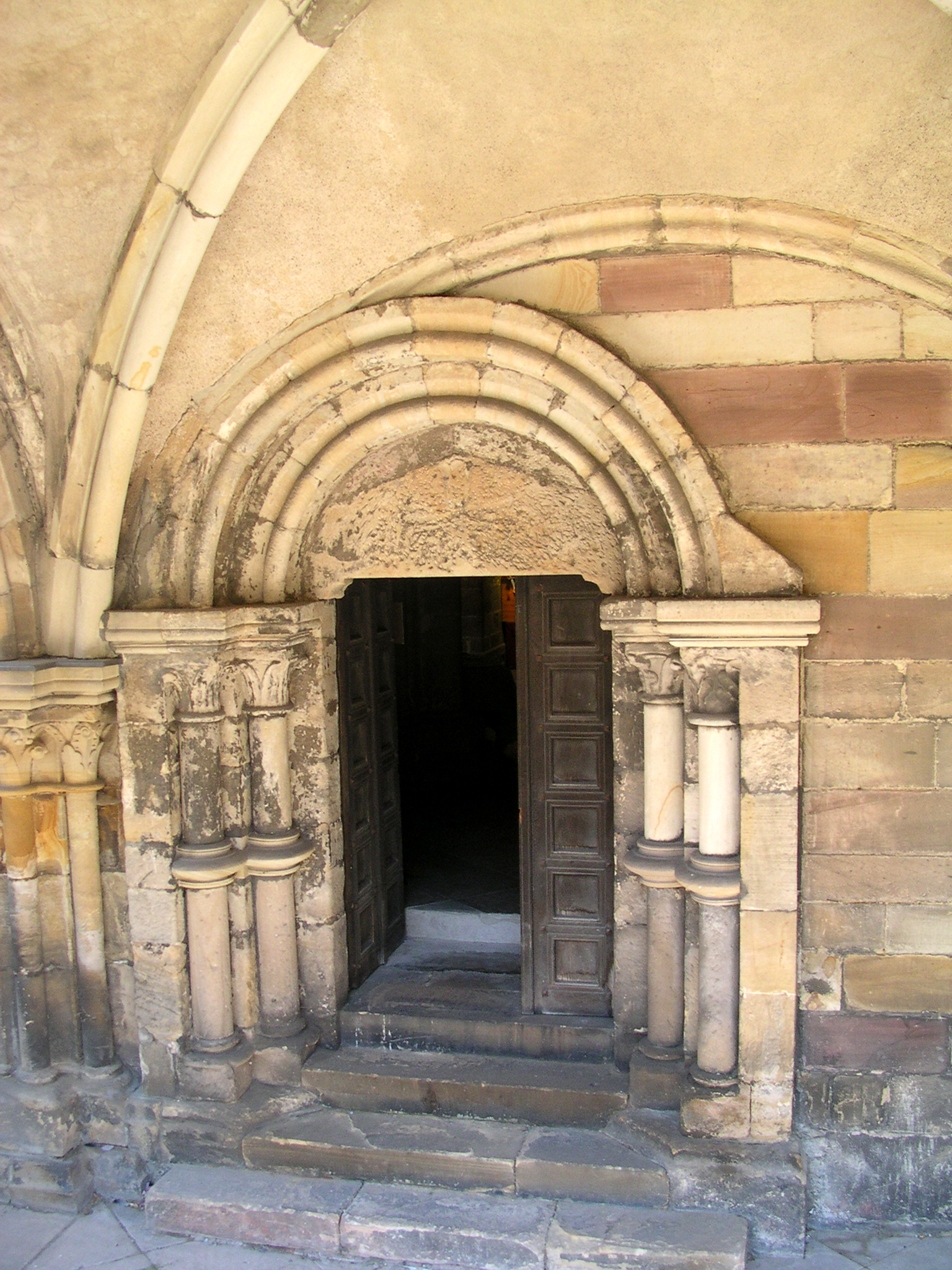
La porte des dames.
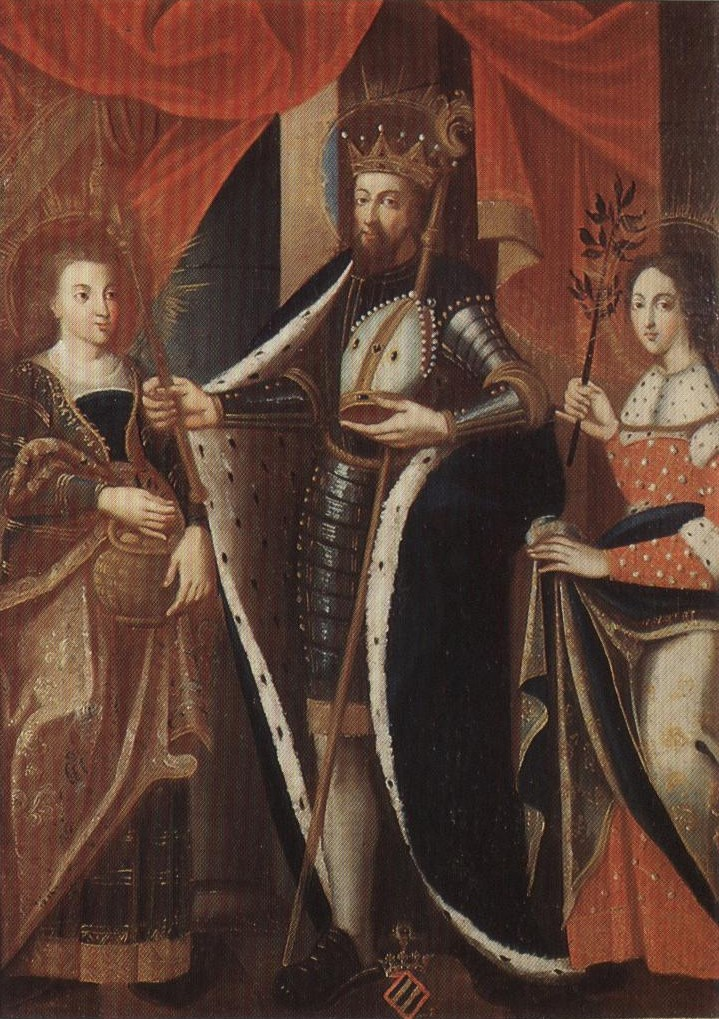
Saint Goéry et ses filles.
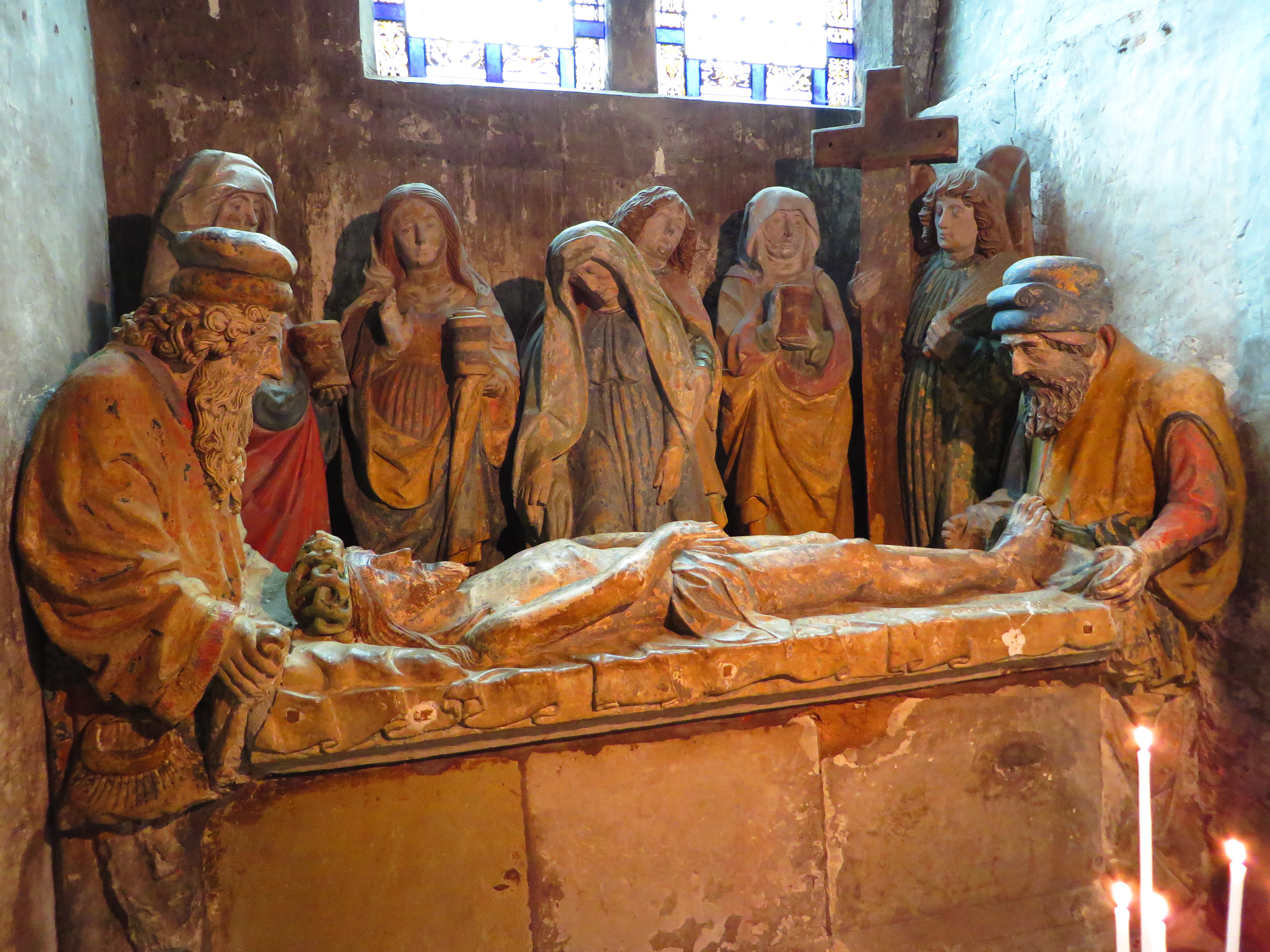
La mise au tombeau.

## Œuvres hébergées
- Un tableau de Nicolas Bellot représentant la passion du Christ et le château d'Épinal (ce dernier symbolisant Jérusalem) au XVIIe siècle est exposé dans la basilique.
- La nécropole des Dames du chapitre Saint-Goëry (sépultures de Yolande de Bassompierre à Gabrielle de Spada)
- Reliquaires de saint Auger, saint Goëry et saint Maurice et de ses compagnons. La châsse au centre abrite le corps de Goëry, le reliquaire de gauche est celui d'Auger, celui de droite contient des reliques de Maurice d'Agaune et de ses compagnons. Au-dessus de l'autel, une peinture du XVIIIe siècle représente saint Goëry, avec ses filles sainte Précie et sainte Victorine[12].
- Orgue somptueux mais abîmé ; pouvant fonctionner par soufflets bien qu'il soit maintenant électrique.

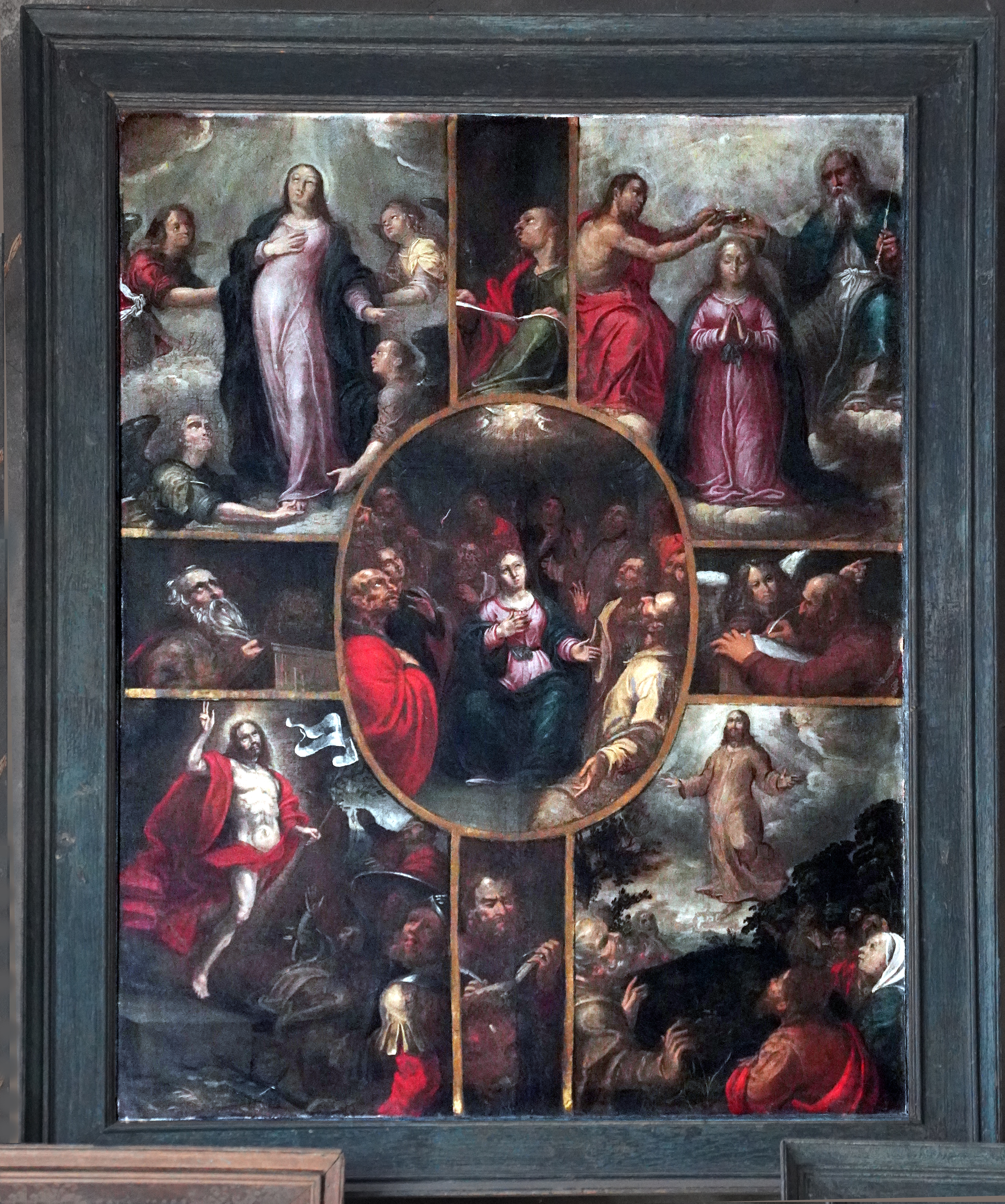
Rosaire mystères glorieux,
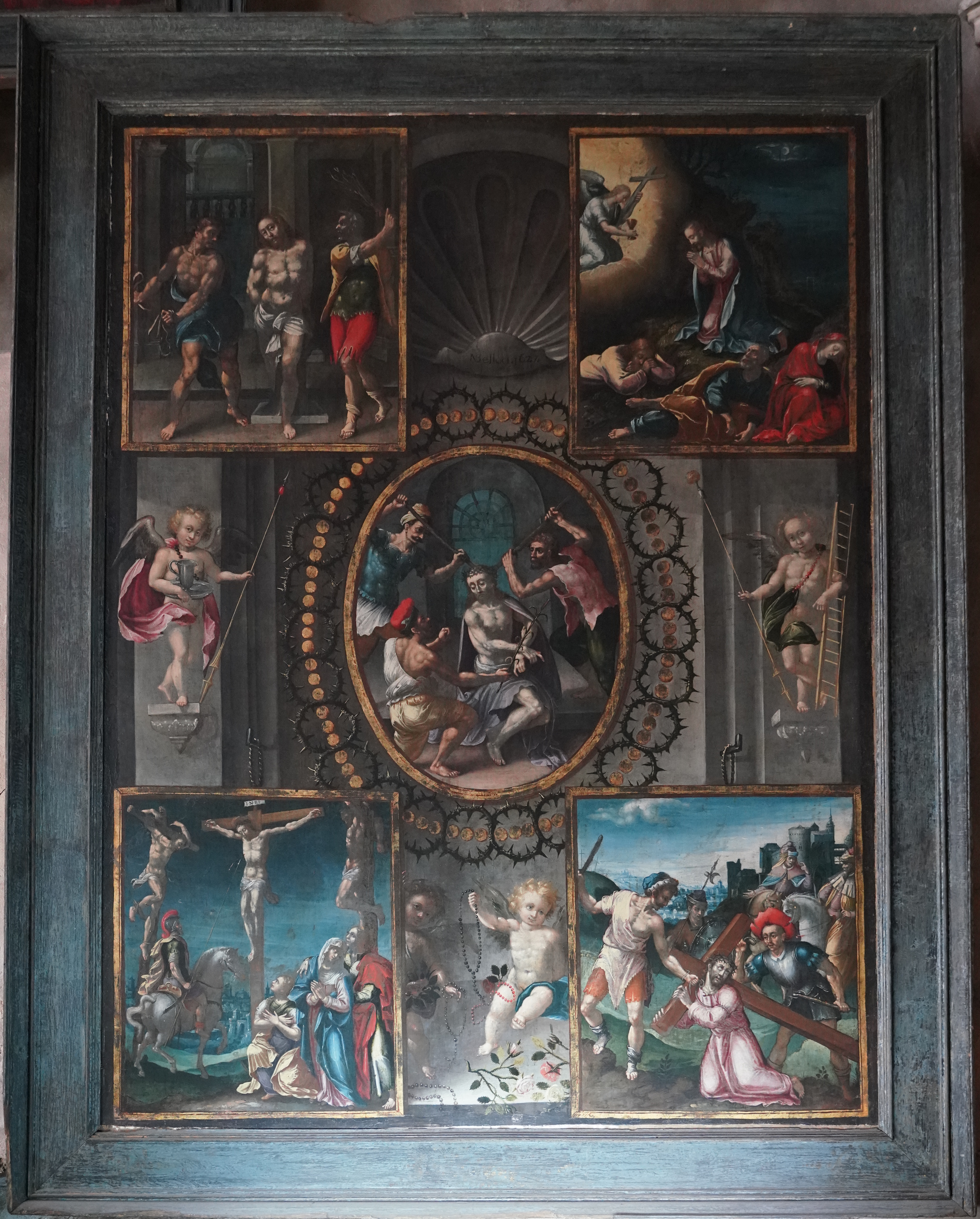
Rosaire mystères douloureux et représentation du château,
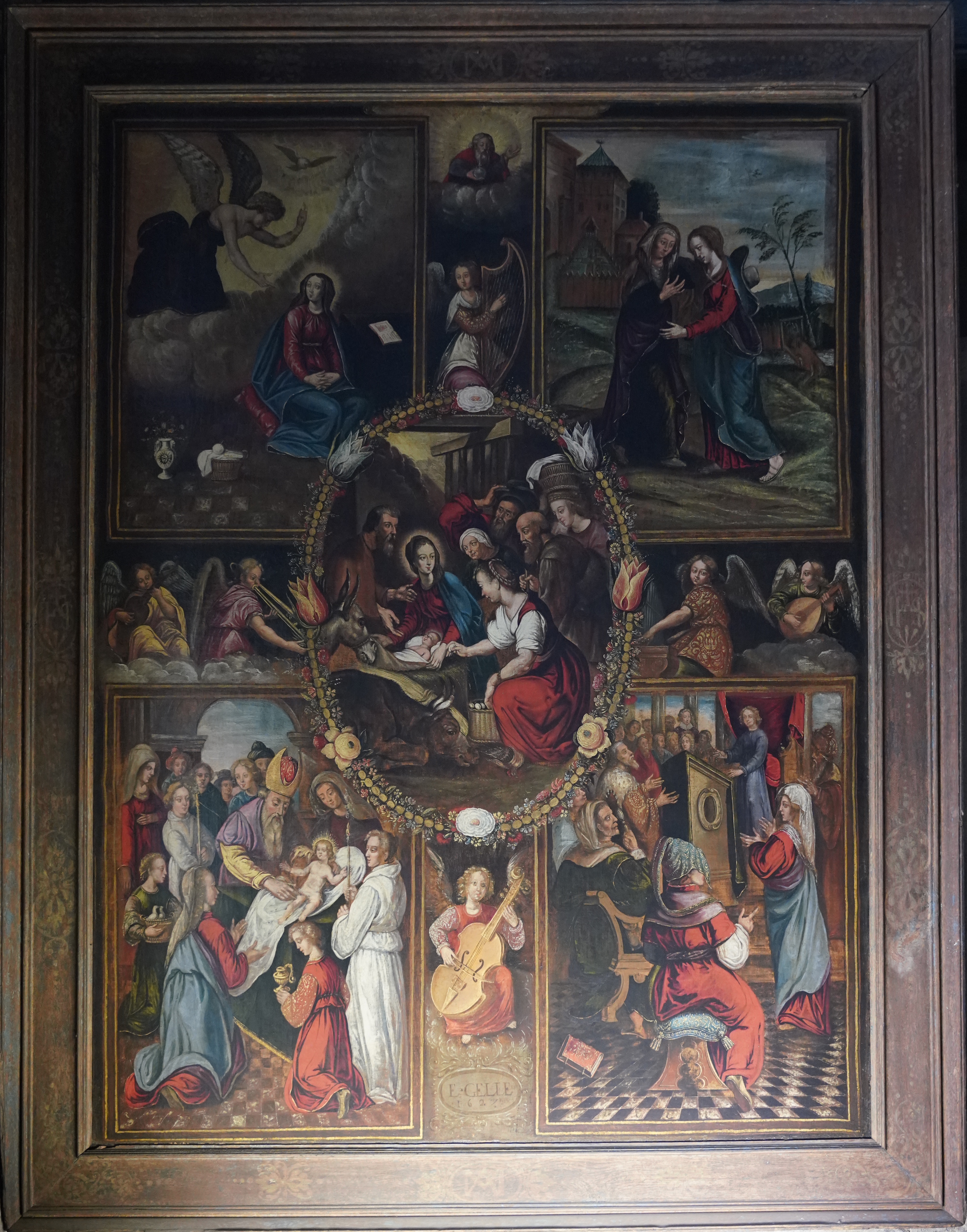
Rosaire mystères joyeux.
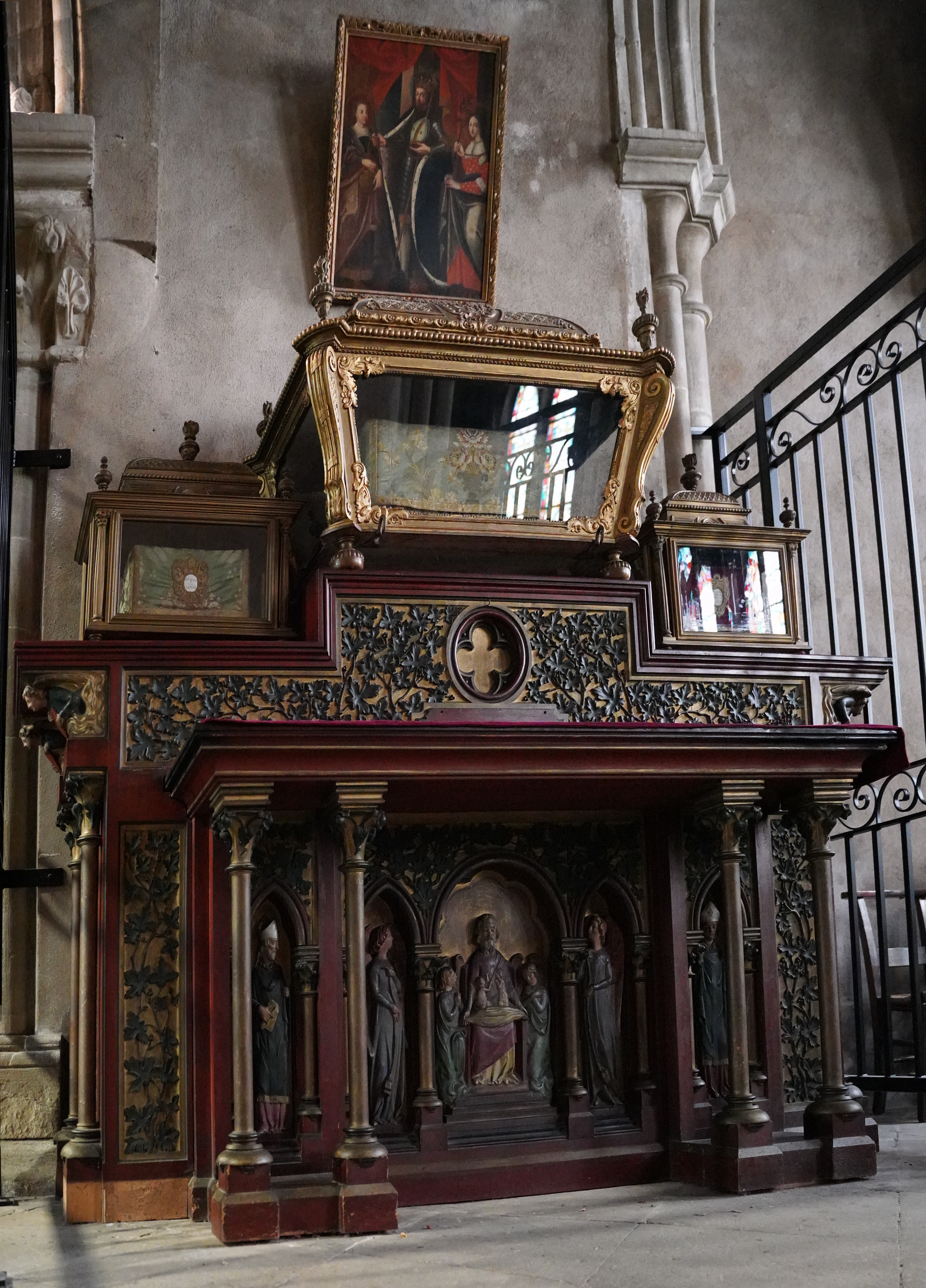
Autel aux reliques et peinture de Goery.